# Plague Inc.
Plague Inc. је видео игра за симулацију стратегије у реалном времену, коју је развио и објавио независни студио за видео игре Ndemic Creations са седиштем у Великој Британији. Игра је инспирисана филмом Зараза из 2011. и Adobe Flash игрицом Pandemic 2 из 2008. године. Играч ствара и развија патоген да уништи људску популацију смртоносном пандемијом. Игра користи модел епидемије са сложеним и реалистичним скупом варијабли за симулацију ширења и озбиљности куге. Објављен је 26. маја 2012. за IOS и Мајкрософт Виндовс, 4. октобра 2012. за Андроид и 2015. за Windows Phone.
Стим (Мајкрософт Виндовс, MacOS и Линукс) и верзија за конзолу носи назив Plague Inc: Evolved и укључује прилагођавања и додатке у игри.
Према Ndemic Creations, Plague Inc. јеажурирано: мај 2021. преузета преко 160 милиона пута. Критичари су игрицу позитивно прихватили и била је другопласирана на ИГН игри године 2012. за 'Укупно најбољу стратешку игру'. Plague Inc. наставља да има активну заједницу и редовно се ажурира.
2017. програмер је објавио физичку игру на плочи засновану на Plague Inc. под називом Plague Inc.: The Board Game. У децембру 2018, студио је објавио Rebel Inc., пратећа игра са политичком темом.
Игра је забележила велики пораст нових корисника у неколико земаља након значајних избијања вируса, као што су избијање еболе 2014–16 и пандемија Ковида-19.

## Играње
Plague Inc. је стратешка симулациона игра у којој играч индиректно контролише кугу која је заразила нултог пацијента. Играч може бирати између начина игре и патогена и испунити циљ постављен у режиму игре развијањем куге и прилагођавањем различитим окружењима. Циљеви укључују, али нису ограничени на, инфицирање и убијање светске популације патогеном, поробљавање светске популације 'Неуракс црвом' или претварање светске популације у зомбије са 'Некроа вирусом'. Међутим, постоји временски притисак да се игра заврши пре него што људи (противник) развију лек за кугу.
Програмер је рекао да је „помало као филм Зараза, осим што сте на другој страни“. Филм Зараза био је делимична инспирација за игру, према програмеру. Програмер је рекао да је игра делимично инспирисана Pandemic 2, Флеш игром заснованом на претраживачу коју је 2008. године издао Dark Realm Studios.

### Plague Inc: Evolved
Римејк Plague Inc: Evolved за Стим и конзоле има сличан начин игре као оригинални Plague Inc, али укључује неколико функција које нису присутне у мобилној верзији, као што су мултиплејер и креатор сценарија.

## Врсте болести
Играч може да користи много различитих врста патогена, од којих сваки има своје предности и недостатке који утичу на одлуке о еволуцији. У почетку, играч може одабрати само бактерије. Наредни патогени се откључавају победом у игри са претходном у Нормалном или Бруталном режиму. То укључује вирус, гљивицу, паразит, прион, нановирус и биолошко оружје. Постоје и измишљени специјални типови куге, укључујући Неуракс црва који контролише ум, вирус Некроа вируса куге зомбија, „Simian Flu“ из Планета мајмуна: Почетак, вампирску тему Shadow Plague и прилагодљиву Disease X из 1.18.6 верзије "The Cure"

## Развој
Развој је највероватније почео 2011. године када је креатор, Џејмс Воан, радио на игри увече и поподне.
Игра је објављена 26. маја 2012.
У јулу 2014, Ndemic Creations се удружио са 20th Century Fox-ом на ажурирању на тему везано за филм Планета мајмуна: Револуција. Играчи култивишу филмски вирус "Simian Flu", који убија људе док мајмуне чини интелигентнијима. Играчи шире вирус да би искоренили људе док су мајмунима помогли да преживе и напредују.
2017. програмер је објавио физичку игру на плочи засновану на Plague Inc. под називом Plague Inc.: The Board Game. 355.000 долара је прикупљено за игру на плочи на Kickstarter-у. Према програмеру Џејмсу Воану, „[он] је заиста желео да изазов прављења физичке игре иде уз видео игру – посебно пошто друштвене игре сада постају све популарније“.
Дана 6. децембра 2018, Ndemic Creations је издао Rebel Inc., наставак игре са политичком темом заснованом на „сложености и последицама стране интервенције и против побуњеника“. У њему, играчи морају стабилизовати послератну земљу и истовремено спречити побуњенике да преузму власт. Иако је игра првобитно била доступна само на iOS-у, порт за Андроид уређаје је објављен 11. фебруара следеће године.
Дана 28. фебруара 2019, студио је најавио да ће игри додати сценарио о неодлучности са вакцином, након што је петиција Change.org да се то уради добила преко 10.000 потписа. 24. марта 2020, студио је најавио да ће додати „режим лечења“ о заустављању избијања куге због текуће пандемије Ковида-19.

## Пријем

### Критички пријем
Plague Inc је добила „генерално повољне“ критике према агрегатору рецензија Метакритик, са збирном оценом 80/100. Wired.com је навео Plague Inc. као запажену причу о успеху независног програмера јер је „пробио систем тако што је остао близу врха топ листа у бројним земљама током целог свог постојања, повлачећи милионе прихода док се такмичио са великим играчима“. Била је то прва плаћена апликација за Ајфон и Ајпед у САД две недеље након лансирања. ИГН је рекао да "Убијање милијарди никада није било тако забавно". TouchArcade је рекао да ће "Plague Inc. привући вашу пажњу на све праве начине и задржати је тамо". У децембру 2012, Plague Inc. је била једна од пет игара номинованих за најбољу стратешку игру у ИГН-овој игри године 2012, како за мобилне тако и за све платформе. Такође је освојила награду 'Players Choice' за најбољу мобилну стратешку игру 2012. Све у свему, Plague Inc. је била 15. највише преузета плаћена Ајфон игра 2012. у САД (и 18. на Ајпеду). То је такође била 76. игра са највећом зарадом у 2012. У марту 2013., игра је освојила више категорија награда Pocket Gamer Awards, укључујући Укупну игру године. Била је то пета највише преузета плаћена Ајфон игра у САД 2013.

### Продаја
Према Ndemic Creations, Plague Inc. је преузето преко 160 милиона пута, закључно са мајом 2021. Пет година је остао на врху светских топ листа. Свеукупно, то је била 15. највише преузета плаћена Ајфон игра 2012. у Сједињеним Државама и 5. највише преузета плаћена Ајфон игра 2013. у САД У 2014. је била #3 најпродаванија Ајфон игра у САД и најпродаванија апликација за Ајфон број 1 у Кини. У 2015. је то била 7. најпродаванија Ајфон игра у САД У 2016. била је 4. најпродаванија Ајфон игра тамо.
Од априла 2019, Plague Inc. The Board Game је продата у преко 35 хиљада примерака.
Након пандемије Ковида-19 у јануару 2020. године, Plague Inc. је постала најпродаванија апликација на кинеском тржишту и забележила је повећану продају и број истовремених играча на другим платформама. Веровало се да је интересовање било од стране кинеских видеоиграча који покушавају да пронађу начин да се изборе са страховима изазваним епидемијом. Ndemic је подсетио играче да, иако је Plague Inc. развијена на основу научног разумевања ширења заразних болести, игра није у рангу ни са једним научним моделом, и додао је линкове ка веб страници Светске здравствене организације на сопственој веб страници као одговор на људи који се распитују о коронавирусу. До фебруара 2020. године, како се пандемија ширила глобално, Plague, Inc. је поново постала најплаћенија апликација у iOS продавници апликација, надмашивши Мајнкрафт. Као одговор на новопронађено интересовање за игру, Ndemic је додао режим, развијен у сарадњи са СЗО, о борби против ширења пандемије, на основу неких научних техника и лекција научених из ширења коронавируса.
Кинеска влада је 27. фебруара 2020. приморала игру да се уклони из App Store-а у Кини, при чему је Кинеска администрација за сајбер простор навела „незаконит садржај“ у игри, иако Ndemic-у нису дали никакво даље објашњење. Plague, Inc. је ажурирана ажурирањем садржаја „лажних вести“, за које тек треба да овласте да га пусти у Кину, што се верује да је разлог за забрану с обзиром на став Кине о медијима који је дегутантни према њиховим државним медијима.

### PandemicФлеш програмер
Dark Realm Studios се првобитно жалио на Твитеру рецензенту ИГН-а Џастину Дејвису на издање Plague Inc., рекавши да је игра „само покушај да се уновчи Pandemic 2.5 “ због сличности у игрици између наслова. Рецензент је одговорио чланком који је бранио Plague Inc. и рекао да „не може се порећи да има блиску сличност са Pandemic, али се такође не може порећи да побољшава ту основну премису ширења болести“ Џејмс Вон, програмер Plague Inc. је одбацио оптужбу за готовину.
У 2013, Dark Realm Studios је рекао да не сматрају Plague Inc. клоном и да „ситуацију посматрају као прилику за учење“.

### Изглед центара за контролу и превенцију болести
У марту 2013. Џејмс Вон, програмер Plague Inc., позван је да говори у Центрима за контролу и превенцију болести (ЦДЦ) о Plague Inc. Говорио је о томе како је моделирао ширење заразних болести унутар игре, као и како се игре попут Plague Inc. могу користити за информисање и едукацију јавности.
Након разговора, CDC је рекао да је заинтересован за Plague Inc. јер „користи нетрадиционални пут за подизање свести јавности о епидемиологији, преносу болести и информацијама о болестима/пандемији. Игра ствара упечатљив свет који ангажује јавност о озбиљним темама јавног здравља." Сама игра је ажурирана реалистичнијим ситуацијама након састанка CDC-а док је Вон добијао научне савете у вези са патогенима и преносом. Игра је постала најпродаванија апликација број један у Кини рано током фазе епидемије пандемије Ковида-19 у Вухану, Кина; компанија је добила толико упита да је преко свог Твитер налога упутила своје кориснике на веб локацију CDC-а за информације.

## Plague Inc. The Cure
Дана 11. новембра 2020, Ndemic Creations је додао нови режим игре у игру, под називом „Plague Inc. The Cure“ где играте против болести, покушавајући да је излечите. Првобитно објављен само за мобилну верзију, режим игре је касније донет у Evolved на компјутере путем ажурирања садржаја за преузимање 28. јануара 2021. Ndemic је бесплатно објавио ДЛЦ рекавши да ће ”Plague Inc: The Cure бити бесплатан за све играче Plague Inc. док Ковид-19 не буде под контролом.” при чему игра од 28. октобра 2022. више није бесплатна и кошта основну цену од 3,29€ (3,99$)